# Anastatus mirabilis
Anastatus mirabilis är en stekelart som först beskrevs av Walsh och Riley 1869.  Anastatus mirabilis ingår i släktet Anastatus och familjen hoppglanssteklar. Inga underarter finns listade i Catalogue of Life.